# Pfarrkirche Kappl

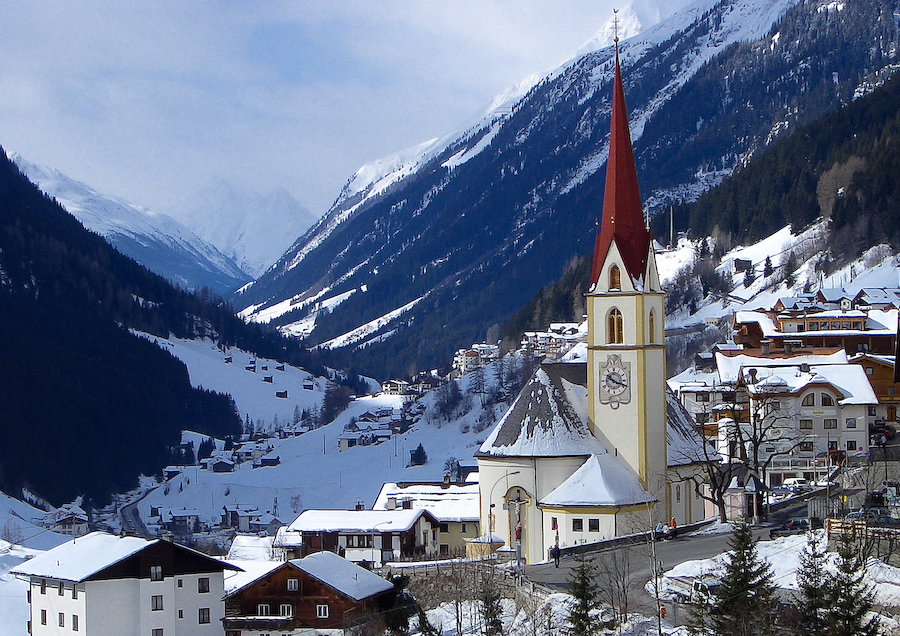
Katholische Pfarrkirche hl. Antonius Eremit in Kappl

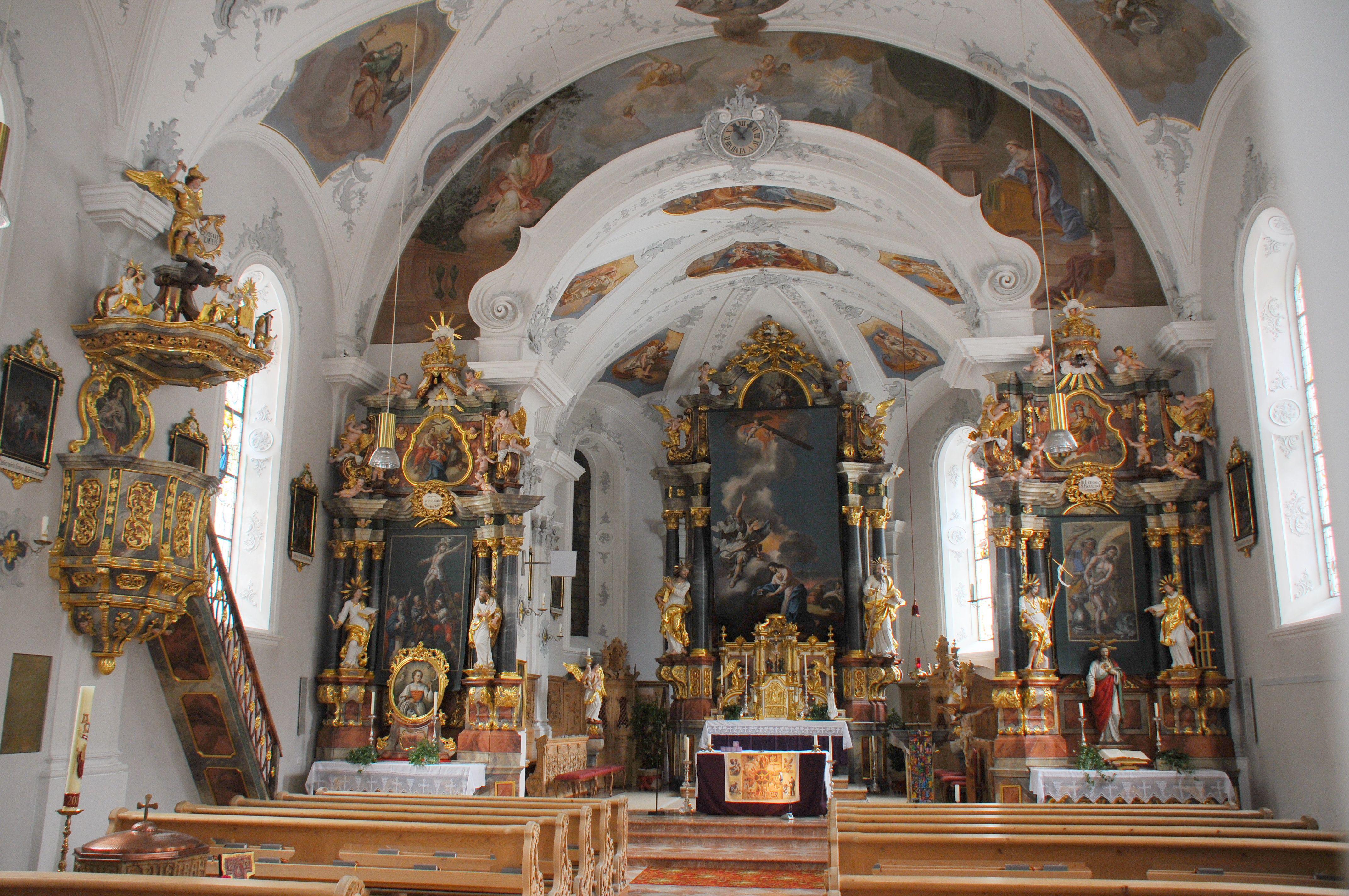
Langhaus, zum Chor

Die Pfarrkirche Kappl steht am östlichen Dorfrand von Kappl in der Gemeinde Kappl im Bezirk Landeck im Bundesland Tirol. Die auf den heiligen Antonius der Einsiedler geweihte römisch-katholische Pfarrkirche gehört zum Dekanat Zams in der Diözese Innsbruck. Die Kirche steht unter Denkmalschutz (Listeneintrag).

## Geschichte
Eine Kapelle urkundlich im 14. Jahrhundert genannt gab den Ort den heutigen Namen Kappl. Nach einem Umbau wurde 1482 der Chor geweiht. Bis auf den Turm wurde die Kirche 1726/1727 neu erbaut und 1734 geweiht. 1958/1960 war eine Restaurierung.

## Architektur
Die barocke Saalraumkirche mit einem spätgotischen Turm ist von einem Friedhof umgeben.
Die schlichte Kirche hat ein Langhaus und einen eingezogenen rund schließenden Chor, die Fassade zeigt hohe Rundbogenfenster mit Putzbandumrahmungen und Putzeckquadrierungen. Der spätgotische Turm an der Nordseite des Chores zeigt im Glockengeschoß zweibahnige Maßwerkfenster und trägt einen Giebelspitzhelm. Die Sakristei schließt östlich am Turm an. Das rundbogige Westportal unter einem Vordach hat flankierend Pilaster und Gebälk.
Wandmalereien an der Fassade zeigen barocke Stationsbilder aus der zweiten Hälfte des 18. Jahrhunderts, am Turm einen barocken Christophorus und ein gemaltes Uhrblatt um 1800. An der Westfront zeigt ein Rundmedaillon Antonius Abbas. Außen am Chor steht die Schnitzgruppe Kruzifix und Maria von Johann Ladner 1754.
Das Kircheninnere zeigt im Turmerdgeschoß ein Sterngratgewölbe. Das vierjochige Langhaus hat ein Stichkappentonnengewölbe, der einjochige Chor ist kreuzgratgewölbt. Die Gewölbe sind mit zierlichem Rokoko-Stuck geschmückt. Die Deckengemälde im Langhaus mit Darstellung des hl. Franz Xaver, der Verbreitung des Rosenkranzes und musizierender Engel schuf 1774 Philipp Jakob Greil. Das Fresko am Chorbogen mit der Verkündigung an Maria stammt von Heinrich Kluibenschedl aus dem Jahr 1907.

## Ausstattung
Die einheitliche barocke Altarausstattung entstand 1726/1727. Die Schnitzfiguren schuf der Bildhauer Andreas Kölle.
Die Orgel mit Rückpositiv schuf Johann Anton Fuchs 1792 und wurde von Reinisch-Pirchner 1966 restauriert. Eine Glocke nennt Bartholomäus Graßmayr 1780.